# 小袖曾我薊色縫
『小袖曾我薊色縫』（こそで そが あざみの いろぬい）は歌舞伎の演目。安政5年2月（1858年3月）江戸市村座初演。二代目河竹新七（黙阿弥）作、全六幕。
物語は文化2年（1805年）に打ち首獄門になった実在の大盗賊・鬼坊主清吉を主人公に、安政2年（1856年）に起こった藤岡藤十郎の御金蔵破り事件や、講談で知られた剣客八重垣紋三のお家騒動を題材にとり、これに当時話題となったや寛永寺の僧侶と遊女の心中事件や初春恒例の曾我兄弟の対面を付け加えてないまぜにしたもの。
今日では清吉とその情婦である十六夜にかかわる部分のみが『花街模様薊色縫』（さともよう あざみの いろぬい）の外題で上演されている。全四幕。一般に『十六夜清心』（いざよい せいしん）の通称で知られるのはこちらの方である。

## あらすじ

### 第一幕

#### 稲瀬川の場
鎌倉極楽寺に賊が入り、頼朝公寄進の金子三千両が失われる。捜査の過程で、金子管理の役僧清心坊が扇屋の女郎十六夜と関係しているのが発覚し、清心は鎌倉を追放される。あてもなく稲瀬川百本杭を歩く清心に店を抜け出てきた十六夜が追いつき、二人は世をはかなんで川に身を投げる。清心は死にきれず、通りかかった寺塚求女が癪で苦しむのを介抱する内、百両の大金を所持している事を知り求女を殺して金を奪い盗賊となる。求女が恋人十六夜の弟、百両が清心への餞別とは気付かずに。一方十六夜は白魚を採っていた俳諧師白蓮に救われる。

### 第二幕

#### 初瀬小路妾宅の場
白蓮の妾となっておさよとなった十六夜であったが、清心を死んだと思いこみ毎日位牌を拝んでいる。その貞節に感じ入った白蓮はおさよに暇をやり、出家させる。おさよは父西心ともども巡礼の旅に出る。

#### 地獄谷山神祠の場
おさよは悪人に連れ去られ、女盗賊の地獄婆お谷（ぢごくば おたに）の子分・十六夜おさよ（いざよい おさよ）となるが、箱根の山中で偶然清心に出会う。清心もまた、鬼薊清吉（おにあざみ せいきち）と名乗る盗賊に墜ちていた（世話だんまりで有名な一場）。

### 第三幕

#### 雪ノ下白蓮宅の場
清吉とおさよは夫婦揃っての悪党になり、連れ立って白蓮の家に強請りに行く。白蓮が手切れ金に渡した小判の包み紙に清吉が極楽寺の役僧のときに押した刻印があるのがわかり、清吉夫婦は図に乗って恐喝するが、実は白蓮こそ天下の大泥棒大寺正兵衛であり、しかも清吉が幼い時に生き別れた実の兄であることが分かる。思わぬ因縁に驚く三人であったが白蓮の下男に変装していた役人寺澤搭十郎に知れる事となり、捕り手に囲まれる。白蓮実は正兵衛の女房はわざと夫の手に係り死ぬ。清吉、おさよ、正兵衛の三人は捕り手の包囲を脱して逃げさる。　　　
　　　　　　　　　　

### 第四幕

#### 名越 無縁寺の場
清吉とおさよは幼いわが子とともに、おさよの父西心の庵室に潜伏している。清吉は知らぬこととはいえ自分がおさよの弟を殺した事実を知り、涙ながらにおさよに告白する。狂ったように泣くおさよ。二人は自殺しよう争うはずみに、あやまって清吉はおさよを殺してしまう。清吉もかけつけた西心と正兵衛にわが子の将来を托し自害する。正兵衛は棺桶に隠れて脱走しようとするが捕らえられる（この場では他所事浄瑠璃『恋娘昔八丈』（お駒才三）「鈴が森引き回しの段」が使われ、清吉の心情を上手く表している）。

## 初演時配役

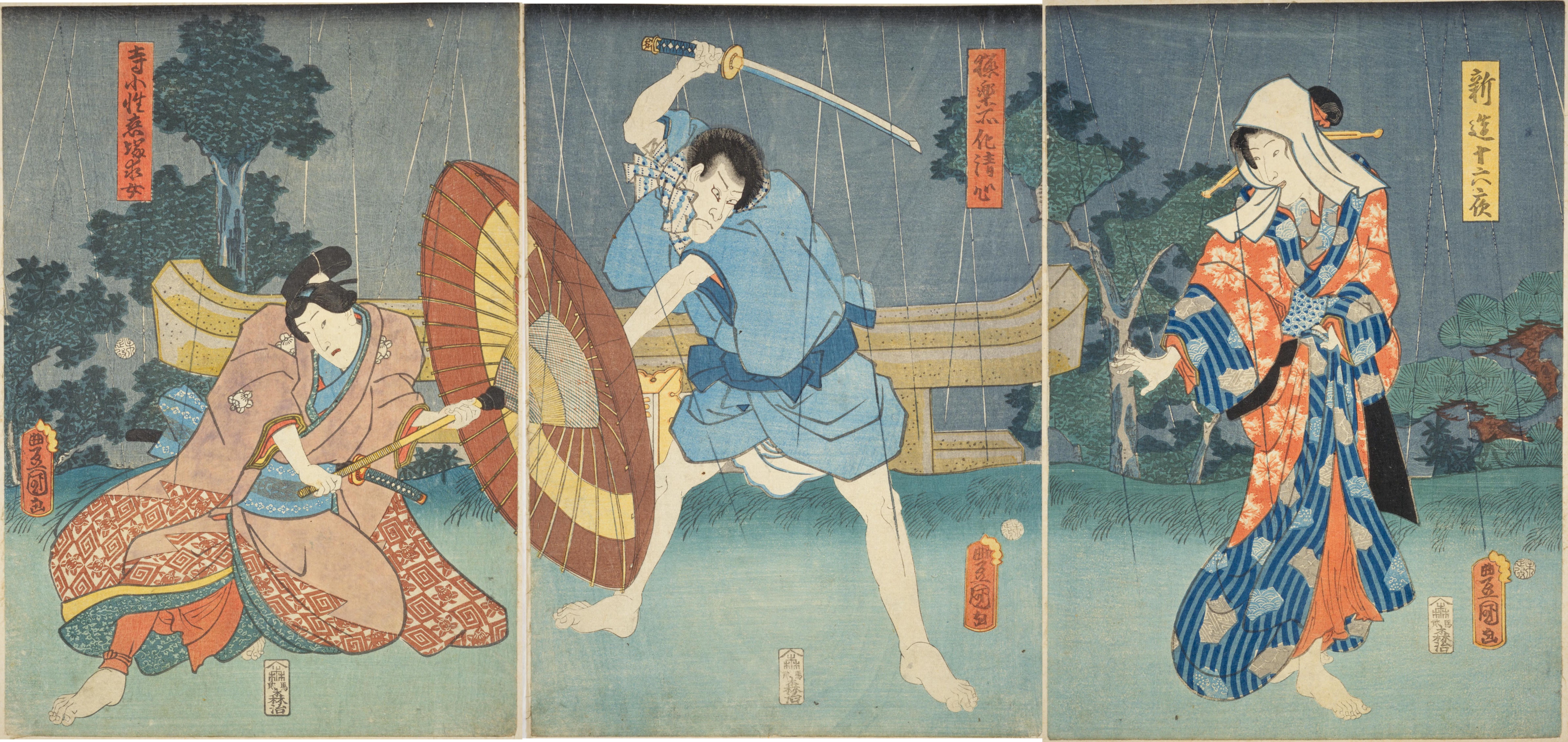
初演時の錦絵　稲瀬川求女殺しの場　左から求女（十三代目市村羽左衛門）清心（四代目市川小團次）十六夜（三代目岩井粂三郎）　歌川国貞画（1859）

| 配役                       | 役者                  |
| -------------------------- | --------------------- |
| 極楽寺所化清心のち鬼薊清吉 | 四代目 市川小團次     |
| 傾城十六夜のち十六夜おさよ | 三代目 岩井粂三郎     |
| 地獄婆お谷                 | 三代目 關三十郎       |
| 西心                       | 二代目 淺尾與六       |
| 寺小姓恋塚求女             | 十三代目 市村羽左衛門 |
| 下男杢助実ハ寺澤搭十郎     | 二代目 市川米十郎     |
| 正兵衛女房お藤             | 吾妻市之丞            |
| 船頭三次                   | 中村鴻蔵              |
| 八重垣紋三                 | 初代 河原崎権十郎     |

## 解説と逸話
題名に凝る河竹新七らしく、『小袖曾我薊色縫』の「小袖」は追放される清心に小袖を渡す場面を、「薊」は「鬼薊清吉」の薊の字を、「色」は十六夜の働く「色街」の色の字を、それぞれ利かせている。その「鬼薊」は、主人公のモデルとなった鬼坊主清吉が獄門になる際に詠んだ辞世の句
武蔵野に 名もはびこりし 鬼薊（おにあざみ）　今日の暑さに乃（やが）て萎（しお）るる
に由来する。
初演は大当たりだったが、公儀に江戸城御金蔵破りの一件を仕組んだくだりが睨まれたため、上演中にいくつもの場面が飛ばされるようになり、しまいには筋がわからなくなるほどだった。それでも35日目にはとうとう奉行所から上演禁止の沙汰が下だった。新七は、物語の輪郭をかたちどる藤岡藤十郎の御金蔵破り事件に執着し、黙阿弥と名を改めたた明治18年（1886年）にはこの藤岡を主人公とした実録風の『四千両小判梅葉』を書いている。
『稲瀬川』は、風采の上がらない小團次と美しい女形の粂三郎の色模様を、清元の『梅柳中宵月』を使って江戸情緒たっぷりに表されている。粂三郎の妖艶さは「あれなら迷わぬ方がどうかしている。ナニ寺を開いたってかまやしねえ」と小團次が溜息混じりに言うほどのものだったという。
新七はまだ若手の粂三郎に、第一幕は豊かな黒髪、第二幕は坊主頭、第三・四幕は短めと、それぞれ異なる髪型をこなさせることで、その魅力を引きたてることに成功している。ただし二幕目でいきなり坊主では困ると粂三郎の母が文句を入れたので、はじめ頭巾を被り、幕切れで「変わりし頭を旦那様に」と西心が頭巾をとり、おさよの坊主頭が出て、ここで「あれ、お恥ずかしゅうございます」と、おさよが恥らう演出に替えたところ、これが好評を得たという。
清心と十六夜はそれぞれの時代の最も人気がある立役と立女形がつとめるのが慣行となった。戦前は十五代目市村羽左衛門と六代目尾上梅幸。戦後は十一代目市川團十郎と七代目尾上梅幸。今日では当代片岡仁左衛門と当代坂東玉三郎などが代表的な取り合わせとなっている。
前半の眼目は殺人を犯した清心が入水を図ろうとした途端に月が出て、「しかし待てよ。・・・」の台詞の後悪人に豹変する場面で、それまでの立役の二枚目から小悪党へと役の性根が大きく変わる様を、十五代目羽左衛門は「何だか、玄冶店の与三郎が蝙蝠安になったようだ。」と実にうまい表現をしていた。